# The O'Jays Live in London
The O'Jays Live in London, o simplemente Live in London, es el primer y único álbum en vivo del grupo vocal estadounidense The O'Jays. Fue publicado en junio de 1974 a través del sello Philadelphia International Records.

## Recepción de la crítica
Un escritor no especificado de la revista Cash Box declaró: “El sonido es consistente y convincente mientras el fantástico trío hace su magia sobre los súbditos de Su Majestad”.

## Lista de canciones
| Lado uno |                              |                                |          |  |
| N.º      | Título                       | Escritor(es)                   | Duración |  |
| 1.       | «Instrumental Introduction»  | Dennis Williams                | 1:02     |  |
| 2.       | «Put Your Hands Together»    | Kenneth Gamble Leon Huff       | 3:40     |  |
| 3.       | «When the World Is at Peace» | Gamble Bunny Sigler Phil Hurtt | 8:05     |  |
| 4.       | «Wildflower»                 | Doug Edwards David Richardson  | 10:17    |  |

| Lado dos |                      |                                             |          |  |
| N.º      | Título               | Escritor(es)                                | Duración |  |
| 1.       | «Back Stabbers»      | Huff John Whitehead Gene McFadden           | 8:18     |  |
| 2.       | «Vocal Introduction» | Eddie Levert Walter Williams William Powell |          |  |
| 3.       | «Sunshine»           | Sigler Hurtt                                | 10:00    |  |
| 4.       | «Love Train»         | Gamble Huff                                 | 6:45     |  |

## Posicionamiento

### Gráfica semanal
| Gráfica (1974)                            | Pico de posición |
| ----------------------------------------- | ---------------- |
| Canadá (RPM Top Albums)                   | 32               |
| Estados Unidos (Billboard Top LPs & Tape) | 17               |
| Estados Unidos (Billboard Soul LPs)       | 2                |

### Gráfica de fin de año
| Gráfica (1974)                      | Pico de posición |
| ----------------------------------- | ---------------- |
| Estados Unidos (Billboard Soul LPs) | 33               |

## Certificaciones y ventas
| País                                                     | Certificación | Ventas   |
| -------------------------------------------------------- | ------------- | -------- |
| Estados Unidos (RIAA)                                    | Oro           | 500 000* |
| *cifras de ventas basadas únicamente en la certificación |               |          |